# 火线 (电影)
《火线》（英語：Threads，或译《導火索》）是一部1984年英国由BBC 、九网和西方世界电视公司联合出品的末日战争电影，由巴里·海因斯撰写，米克·杰克逊导演和制作。本剧探讨了在冷战格局下热核战争对英国本土的直接影响，尤其是剧中所描述的英格兰北部工业重镇谢菲尔德市在遭到核弹轰炸前后的境况。电影剧情聚焦在两个普通工薪阶层家庭的在阴云下的生活和突变，在美国和苏联之间的对抗升级的背景和北约与华约之间的核交换开始后的剧变下，侥幸存活的生还者不得不面临比死亡更残酷的折磨：核辐射，社会秩序崩溃和食物短缺。
以仅仅400,000英镑的预算，本剧作为第一部描绘真实描绘核冬天后的严酷后果的末日电影被称为“一部直面核战争的恐怖，对人类的灾难和灾难后的生还者挣扎，最接近真实的电影”。它与20年前在英国制作的早期奥斯卡奖获奖节目《戰爭遊戲》（1966年）及其现代末日电影《浩劫後》（1983年）（两者均有别于同名美国电影）进行了比较。本剧在1985年获得了七项英国电影学院奖提名，并斩获了最佳单剧、最佳设计、最佳电影摄影师和最佳电影剪辑的荣誉。